# Лудвиг Витгенштајн
Лудвиг Јозеф Јохан Витгенштајн (Беч, 26. април 1889 — Кембриџ, 29. април 1951) био је аустријско-британски филозоф пореклом из Аустрије који је првенствено радио у пољима логике, математичке филозофије, филозофије духа, и филозофије језика.. Многи га сматрају једним од најупечатљивијих и најхаризматичнијих филозофа у 20. веку уопште. Од 1929 до 1947, Витгенштајн је предавао на универзитету у Кембриџу. Током свог живота он је објавио само једну танку књигу, Логичко-филозофски трактат са 75 страница (1921), један чланак, једну књигу прегледа и дечији речник. Његови обимни рукописи су уређени и објављени постхумно. Филозофијска истраживања су објављена као књига 1953, и од тада су његови радови препознати као једно од најважнијих дела филозофије у 20. веку. Његов наставник, Бертранд Расел, описао је Витгенштајна као „најсавршенији пример генија кога је икада познавао као што се традиционално схвата; страствен, дубоко интензиван и доминантан”.
Родио се у Бечу, у веома богатој и образованој породици јеврејског порекла. Као студент, отишао је у Енглеску у Кембриџ, где је био један од студената филозофа Бертрана Расела и његов сарадник на питањима логике и математике. Вратио се у Аустрију уочи почетка Првог светског рата, да би поново отишао у Енглеску 1929. године. Иако је провео већи део свог професионалног живота у Енглеској, Витгенштајн никада није потпуно изгубио контакте са својим аустријским коренима. Дело које је створио је јединствена комбинација англосаксонске филозофске традиције и традиције континенталне Европе. Његову филозофску мисао прати дубоки скептицизам према филозофији, иако је очувао уверење да постоје неке веома битне ствари које треба сачувати из традиције. У Плавој свесци (1958), дефинише своје дело као „наслеђе теме која је била позната под именом филозофија“.
Он је наследио богатство свог оца 1913. У почетку је донирао део поседа уметницима и писцима, а потом, у периоду тешке личне депресије након Првог светског рата, он је сво своје богатство дао својој браћи и сестрама. Три његова брата су извршила самоубиство, а и Лудвиг је такође размишљао о томе. Он је напуштао академију неколико пута — служећи као официр на фронту током Првог светског рата, где је више пута одликован за храброст; предавао је по школама у удаљеним аустријским селима где је наишао на контроверзу због ударања деце када би погрешила у математици; и радећи као болничар током Другог светског рата у Лондону где је говорио пацијентима да не узимају лекове који су им прописани. У великој мери је успевао да задржи у тајности чињеницу да је био један од најпознатијих светских филозофа. Он је описивао филозофију као „једини рад који ми даје реално задовољство”.
Његова филозофија се често дели у рани период, током кога је на пример написао Трактатус, и каснији период, артикулисан у Филозофским истраживањима. Током раног периода Витгенштајн се бавио логичким односима између пропозиција и речи, и сматрао је да се путем пружања логичког прегледа који је у основи овог односа, могу решити сви филозофски проблеми. У каснијем периоду Витгенштајн је одбацио многе од својих претпоставки из Трактатуса, тврдећи да се значење речи најбоље схвата као њихова употреба у датом језичком контексту.
Један преглед међу предавачима америчких универзитета и колеџа рангирао је Истраживања као најважнију књигу филозофије 20. века, која се издваја као „једно укрштено ремекдело у филозофији 20. века, које додирује различите специјализације и филозофске оријентације”. Истраживања су исто тако рангирана на 54. месту списка најутицајнијих радова 20. века у когнитивној науци коју је припремио Центар за когнитивне науке универзитета Минесоте. Међутим, по речима његовог пријатеља Георга Хенрика фон Рајта, он је сматрао да су „његове идеје су углавном погрешно схваћене и изобличене чак и од стране оних који су истицали да су његови ученици. Он је сумњао да ће га боље разумети у будућности. Једном је рекао да се осећао као да пише за људе који би другачије размишљали, дисали другачији ваздух живота, од оног данашњих људи.”

## Биографија
Лудвиг Витгенштајн, родио се у Бечу, 26. априла 1889. године, у бечкој породици Карла и Леополдине Витгенштајн. Био је најмлађи од осморо деце, у тој утицајнијој породици Аустроугарског царства. Родитељи његовог оца, Херман Кристијан и Фани Витгенштајн, пореклом су из јеврејске породице, асимилирани у протестантизам. Лудвигов отац, Карл Витгенштајн је био познати индустријалац, који се обогатио у индустрији гвожђа и челика. Његова мајка, Леополдина, рођена Калмус, је такође била пореклом из јеврејске породице, али су њени прешли у католике. Лудвиг, као и његова браћа и сестре, крштени су у Католичкој цркви.
Најпре је студирао технику, прво у Realschule у Линцу, потом у Берлину. На студије аеронаутике у Манчестеру, Енглеска, уписао се 1908. Фасциниран логиком и филозофијом математике по савету Фрегеа долази 1911. у Кембриџ, где студира логику код Бертрана Расела. Након годину дана студија одлази у Норвешку и живи сам у једној брвнари.

### Логичко-филозофски трактат
На обали фјорда је конципирао своју сликовну теорију значења. Током Првом светског рата прикључио се аустријској војсци. Због храбрости у борбама на руском фронту одликован је. У току рата радио је на рукопису који ће постати познат под насловом Tractatus Logico-philosophicus који је објавио 1921. Веровао је да је пронашао одговоре на сва кључна филозофска питања која се могу решити. Витгенштајнов рад се дели на рани период чији је врхунац Трактат. Наредних десет година у једном забаченом аустријском селу делује као учитељ. За то време његов Трактат у филозофским круговима Кембриџа и Беча изазвао је велики публицитет. Мислиоци окупљени у Бечки круг, логички позитивисти, убедили су га, нарочито Ремзи, 1929. да буде члан. Те године се завршава његов рани период ограничен на сликовну теорију значења.
Године 1929. када се вратио у Кембриџ почиње његов касни период који траје до смрти. У тим раним 1930-тим долази до коренитих промена у Витгенштајновом систему мишљења. Ставове изложене у Трактату постепено напушта. Радикално се посвећује интерпретацији природе језика као филозофског проблема с неразумевањем, забунама и нејасноћама, са начином на који он представља свет. Витгенштајн је показивао велику радну енергију. Писао је али је стриктно забранио да се његова дела објављују за његова живота. Занима га филозофија ума, природа извесности и проблеми етике. Он се драматичније окреће деловању људи и улози језичких активности и њиховим животима. Бави се употребом језика у контекстима свакодневних друштвених активности, наређивања, саветовања, мерења, рачунања, показивања и интересовања за друге. Све ове различите језичке активности посматра као језичке игре.
Године 1939. преузео је од Џ. Е. Мура филозофску катедру и постао професор на Универзитету у Кембриџу. Током Другог светског рата радио је као болнички вратар у Гајевој болници у Лондону и потом као лабораторијски асистент у Њукаслу. Није имао намеру да се филозофијом бави професионално. Године 1947. поднео је оставку на катедри. Последње две године живота провео је повучен у једно ирско село. Године 1949. дијагностикован му је рак с неизбежним смртним исходом. Ипак није се одвајао од свог радног стола, живео је и писао са интензитетом и снагом која је често превазилазила његове савременике. Умро је у Кембриџу 1951. као несумњиво најхаризматичнија фигура филозофије.
Из збирке његових познатих радова издвајају се нарочито Филозофска истраживања (1953) која садрже учења из позног периода, Белешке о основама математике (1956), Плава и смеђа свеска (1958) бележница и белешке са предавања, затим постхумно објављена дела: Бележнице 1914-1916 (1961), О извесности (1969), Филозофска граматика (1974) и Филозофске напомене (1975). И поред свог дужег живота и рада у Енглеској Витгенштајн је своја дела написао на немачком језику.
Његово филозофско дело врши утицај на многе савремене филозофе и оријентације. Проблематика значења, језика и смисла исказа после њега заузима врло значајно место у савременој англосаксонској филозофији, посебно у логичком емпиризму.

## Филозофска истраживања и метод
Прво што изненади читаоца, када отвори Витгенштајнове списе је начин на који су организовани и њихова композиција. Његови рукописи се састоје од кратких појединачних белешки, које су у већини случајева нумерисане, чинећи једну мисаону секвенцу. У разрађенијим списима налазе се само оне одабране, које су распоређене обраћајући максималну пажњу на детаљ. Сва логичка сложеност код раног Витгенштајна сведена је на рачун судова а сви судови су истинитосне функције атомских или базичних ставова. Атомски судови зато морају бити независни један од другог, природа атома из које су они конструисани остаје несхватљива. У Раселовом схватању атоми су каткад били примитивни елементи искуства иако и Витгенштајн у Трактату наглашава примитивне елементе искуства он се креће према порицању чињеничног и когнитивног значења реченице. Њене функције не одговарају његовим концепцијама репрезентације, оне су усредсређене на етику, или значење сопства, а завршавају с познатим одбацивањем сопствене смислености. Доктрине о логичкој форми припадају међу ствари које се могу показати али се о њима не може говорити: о ономе о чему се не може говорити, треба ћутати.
Језик постаје неделатан: У Трактату је језик постављен у статични, формални однос са светом, међутим код каснијег Витгенштајна дошло је драматичнијег разматрања између људског деловања и улоге њихових језичких акција. Филозофија игнорише разноликост језичке игре а кроз уопштавања и апстракције искривљује праву природу свог предмета. Трактат је производ мишљења да језик мора бити ово или оно док је исправна метода посматрање и схватање како стварно ствари стоје. Када одбацимо пажњу за детаље, губи се реална функција исказа, а језик постаје неделатан. Оно што је потребно је лек за филозофски импулс, терапија пре него теорија.
Витгенштајново писање обично развија аналогије, афоризме, нове перспективе, и позиве да се на старе феномене гледа на нов начин, радије него на начин уобичајених линеарних аргумената, с циљем да нас излечи од тежње за уопштавањем.
Витгенштајн је следио аустријску феноменолошку традицију Брентана. а посебно Хусерла, који је антиципирао потребу не за мишљењем већ за гледањем, тј. за већим обраћањем пажње на обрисе стварних феномена а мање на претходно створене концепције о ономе на шта они морају да личе.
Филозофија, према овој традицији, не открива ништа, строго говорећи, већ нас само подсећа на оно што налазимо кад пажњу усмеримо у непознатом правцу.
Најснажнија и најутицајнија примена ових идеја присутна је у филозофији ума. Ту Витгенштајн испитује улогу самопосматрања, осета, сензација, намера или веровања који играју улогу у нашим друштвеним животима. Он има намеру да оспори картезијанску слику чија функција је да опише догађања у унутрашњем позоришту чији је субјект усамљени гледалац. Основне теме модерне филозофије језика и ума у свом прецизном тумачењу су бескрајно контроверзне. У својим Филозофским истраживањима Витгенштајн не говори о једној него о много метода филозофије које, поред тога што су методе, истовремено су и различите терапије.

## Галерија
- Вевелов двор, Тринити колеџ, Кембриџ
- Надгробни споменик